# تيد كوهن (فيلسوف)
تيد كوهن (بالإنجليزية: Ted Cohen)‏ هو فيلسوف أمريكي، ولد في 1939، وتوفي في 14 مارس 2014.